# Tana (colonia genovesa)

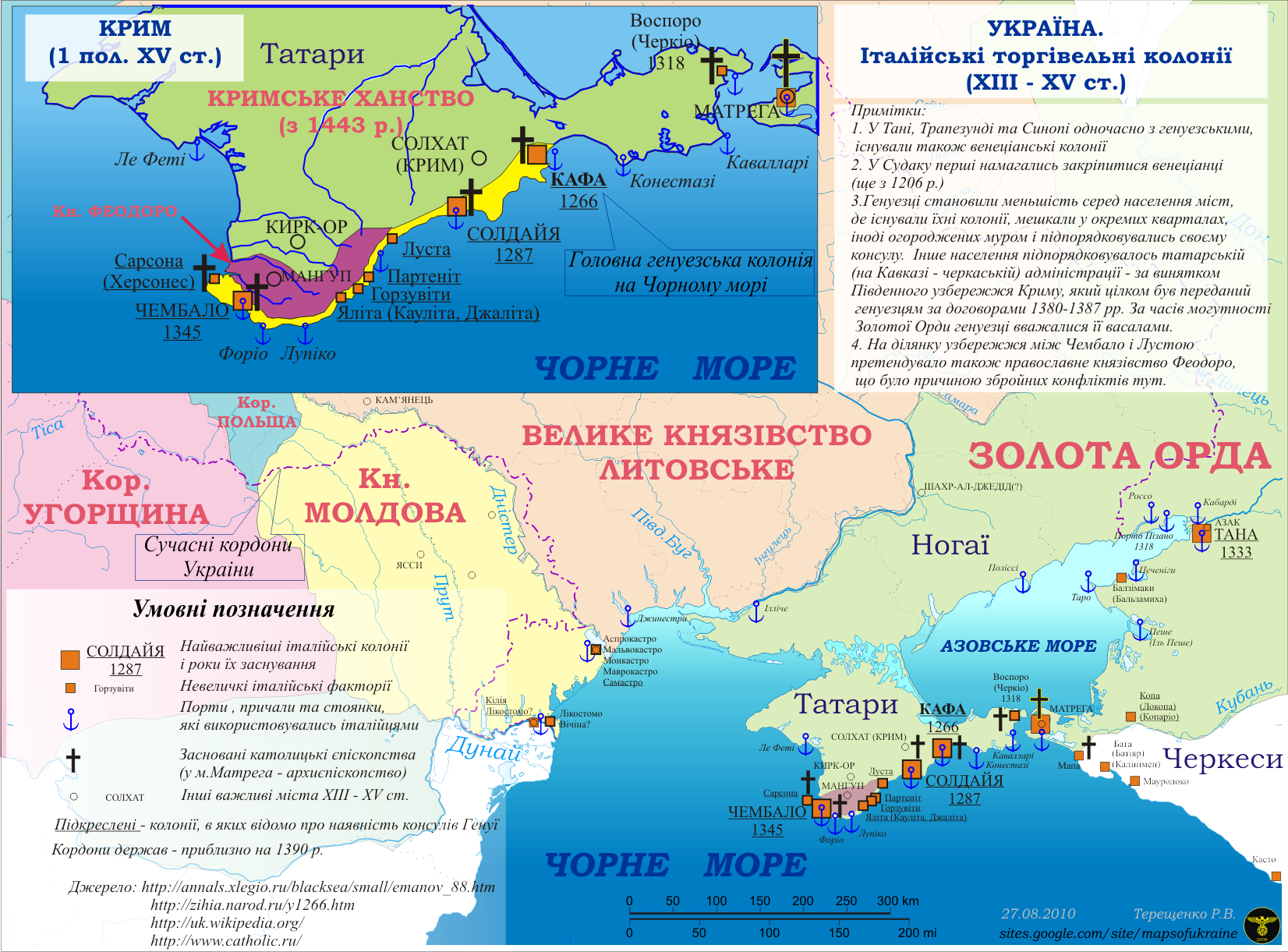
Mapa de las colonias comerciales italianas en el mar Negro, Crimea y el mar de Azov en 1390.

Tana fue una ciudad medieval situada en la orilla izquierda del río Don, en la región de la actual ciudad de Azov del óblast de Rostov del sur de Rusia. Existió entre los siglos XII y XV bajo el dominio de la república comercial italiana de Génova, en lo que se conoció en aquella época como Gazaria. 

## Antecedentes
En las proximidades del emplazamiento de Tana existió la colonia griega de Tanais entre los siglos III a. C. y V d. C. A pesar de la progresiva integración con la población local escita y sármata, la ciudad continuó manteniendo sus vínculos con el mar Mediterráneo como parte del Reino del Bósforo y bajo el Imperio romano. En 330 la ciudad fue devastada por los godos y en el siglo V fue destruida y abandonada por la presión de los hunos y por la colmatación del puerto.

## Fundación de Tana
El auge del comercio en el Mediterráneo oriental que se inicia a finales del siglo XI se debió en parte al debilitamiento de Bizancio, que no podía influenciar del mismo modo a las ciudades del Bósforo Cimerio y que había dificultado la expansión por el mar Negro a los comerciantes italianos. La toma de Constantinopla (1204) en la Cuarta Cruzada condujo a la concentración del comercio en manos de venecianos y genoveses.
Tana fue fundada a finales del siglo XII como colonia comercial de los venecianos en el entonces curso principal del delta del río Don, ahora Stari Don ("Don Antiguo"). En 1204 el control de la ciudad pasó a los genoveses que la transformaron el una fortaleza con valor comercial y militar. En la ciudad vivían marinos y comerciantes italianos, exclusivamente hombres. La ocupación más lucrativa era la trata de esclavos, principalmente tártaros y eslavos, que alcanzaban un alto precio en los mercados árabes (donde eran conocidos como saqaliba) y en occidente ("tártaros blancos"), de Siria a Egipto y de Francia a España.

## La llegada de los nómadas y abandono
Las estepas al norte de la ciudad estaban ocupadas por pueblos túrquicos nómadas como los polovetsianos o cumanos, los torki, los berendéi o los pechenegos, que en ocasiones se hallaban en conflicto con los colonos. En 1380, estos participarían en la batalla de Kulikovo apoyando a al kan Mamái de la Horda Azul con un destacamento de ballesteros. Desde mediados del siglo XIII y hasta el siglo XV, Tana pagó tributo a la Horda de Oro. En 1395 el ejército de Tamerlán arrasó la ciudad, destruyendo por completo sus murallas.
En 1475 Tana fue conquistada por los otomanos y poco tiempo después fue abandonada. Los turcos, más adelante, construirían en las proximidades la fortaleza de Azov.